# Первушин, Михаил Михайлович (биатлонист)
Михаил Михайлович Первушин (род. 25 января 1999, Москва) — российский биатлонист, трёхкратный чемпион мира среди юношей, призёр чемпионатов России. Мастер спорта России.

## Биография
Родился в Москве. Изначально занимался лыжными гонками, а в 10-летнем возрасте перешёл в биатлон. 
Тренировался в лыжном «Клубе Наседкина» у Натальи Борисовны Стрельцовой.
Окончил Великолукскую государственную академию физической культуры.

### Карьера
Неоднократно становился победителем и призёром всероссийских соревнований по биатлону среди юниоров.
Дебютировал на международных соревнованиях в феврале 2017 года на Европейском юношеском олимпийском фестивале в турецком Эрзуруме, где он завоевал бронзу в спринте и золото в смешанной эстафете.
В сезоне 2017/18 дебютировал на этапах юниорского Кубка IBU, по ходу которых завоевал бронзу спринта в Обертиллиахе. На юношеском чемпионате мира 2018 года в эстонском Отепя Первушин выиграл медали во всех четырёх гонках, в том числе три золотые.
В августе 2020 года стал победителем чемпионата России по летнему биатлону в масс-старте. В марте 2021 года на последнем для себя юниорском чемпионате мира в Обертиллиахе выиграл две бронзы в спринте и гонке преследования. Вскоре Первушин дебютировал на Кубке IBU, но высоких результатов не показал.
Перед сезоном 2021/22 вошёл в состав сборной России в группу Юрия Каминского. Начинал соревновательный сезон на этапах Кубка России, по ходу которых в декабре стал дважды серебряным и дважды бронзовым призёром в личных гонках. Впоследствии Первушин отобрался на январские этапы Кубка IBU, а также на чемпионат Европы 2022 года, но выше восьмого места не поднимался. В конце сезона впервые поднялся на подиум чемпионата России, завоевав серебро смешанной эстафеты в составе команды Московской области.
На чемпионате России 2023 года в Ижевске стал третьим в большом масс-старте.
Осенью 2023 года Первушин принял решение завершить спортивную карьеру.

## Результаты

### Юниорские и молодёжные достижения
| Год  | Место проведения | Возраст | Инд | Спр | Пр | Эст |
| ---- | ---------------- | ------- | --- | --- | -- | --- |
| 2018 | ЧМ Отепя         | U19     | 1   | 1   | 2  | 1   |
| 2020 | ЧЕ Хохфильцен    | U22     | 42  | 72  | —  | —   |
| 2021 | ЧМ Обертиллиах   | U22     | 13  | 3   | 3  | 10  |

### Чемпионаты Европы
| Год  | Место проведения | Инд | Спр | Пр | СМ | ОСЭ |
| ---- | ---------------- | --- | --- | -- | -- | --- |
| 2022 | Арбер            | —   | 45  | 31 | —  | —   |